# 温泉神社 (いわき市)

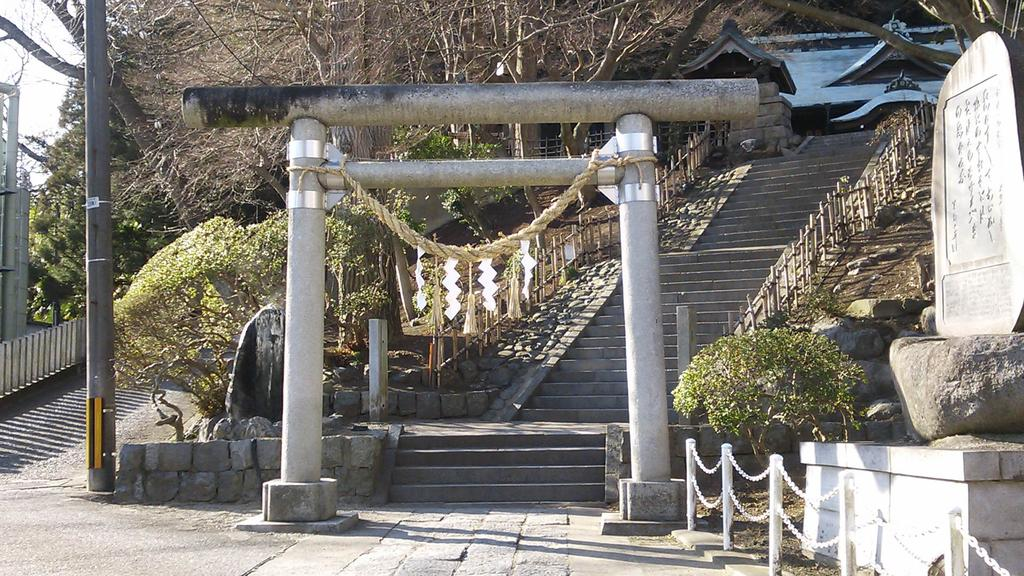
鳥居

温泉神社（おんせんじんじゃ）は、福島県いわき市常磐湯本町にある神社。式内小社で、旧社格は県社。湯本温泉の鎮守。

## 歴史

### 概史
社伝によると、当初は現社地の北西5kmにある湯ノ岳（佐波古峰、三箱山）に鎮座したとされ、白鳳2年（673年）に初代神主小子部宿禰佐波古直足が湯本三函に遷座したのが創建とされる。延喜式においては小社に列格していた。暦応3年（1340年）には観音山（現社地北方）に遷座し、更に明和5年（1768年）現在地に遷座した。近代社格制度では県社に列格した。

### 神階
- 貞観5年（863年）10月29日、従五位下（『日本三代実録』）

### 神職
古代から佐波古氏（さはこうじ）が代々世襲神主として連綿と継承されている。当社の別称佐波古神社の由縁は、当社が湯ノ岳（佐波古峰）を神体山とし、世襲神主家が佐波古氏である故であるからとされる。

## 境内
本殿は元禄8年（1695年）に造営されたもので、いわき市指定有形文化財に指定されている。

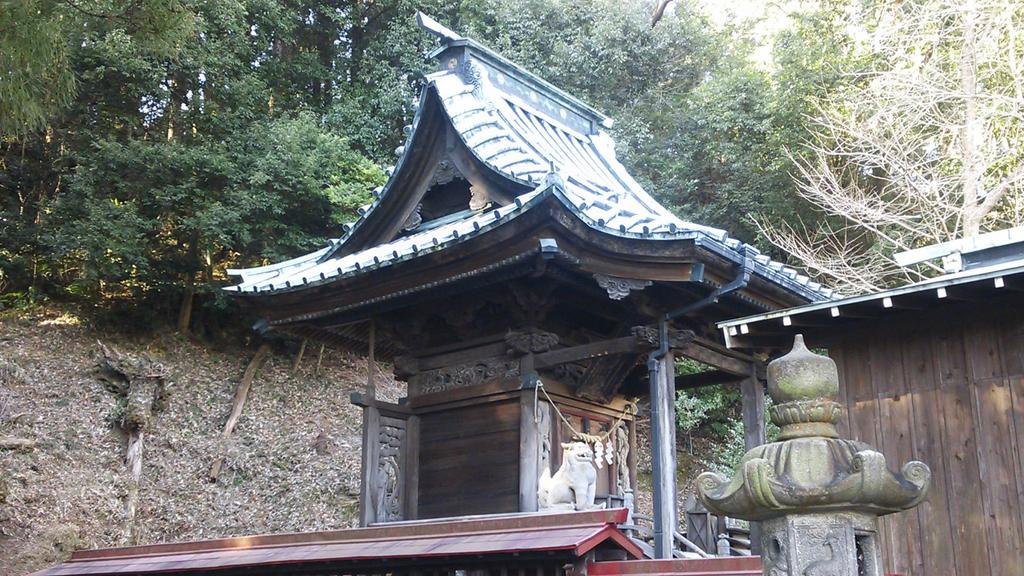
本殿
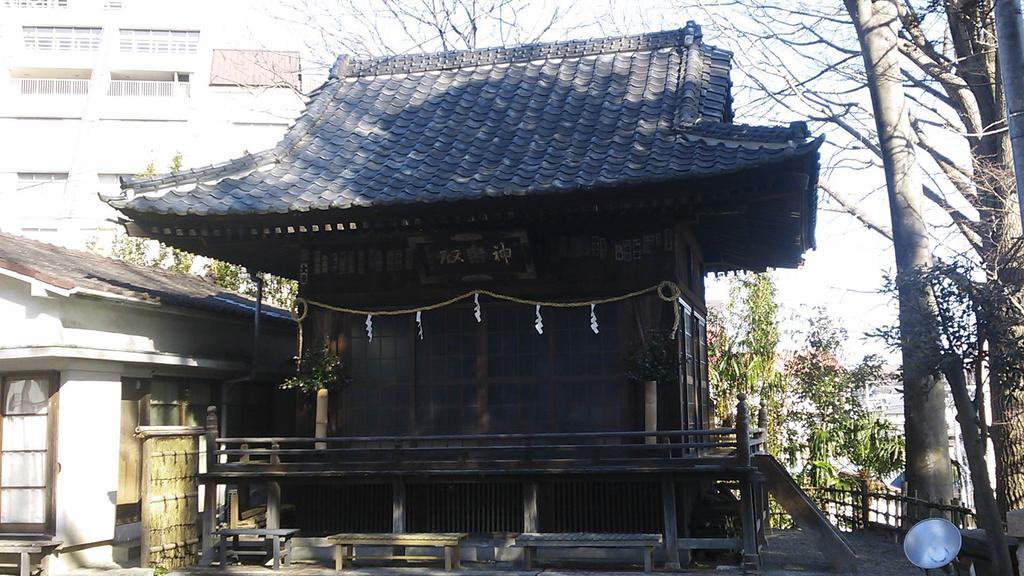
神楽殿
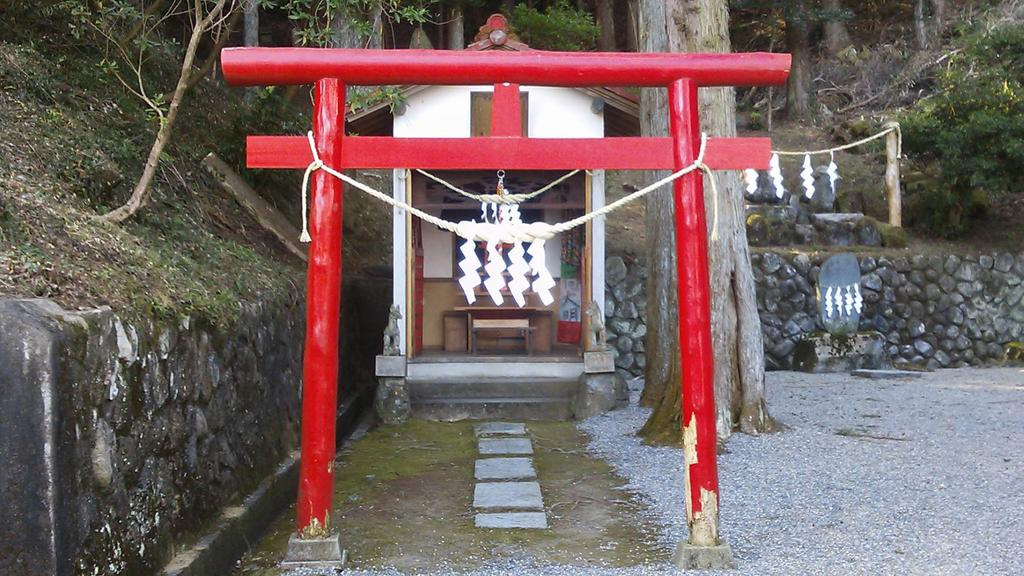
末社 常磐城稲荷神社
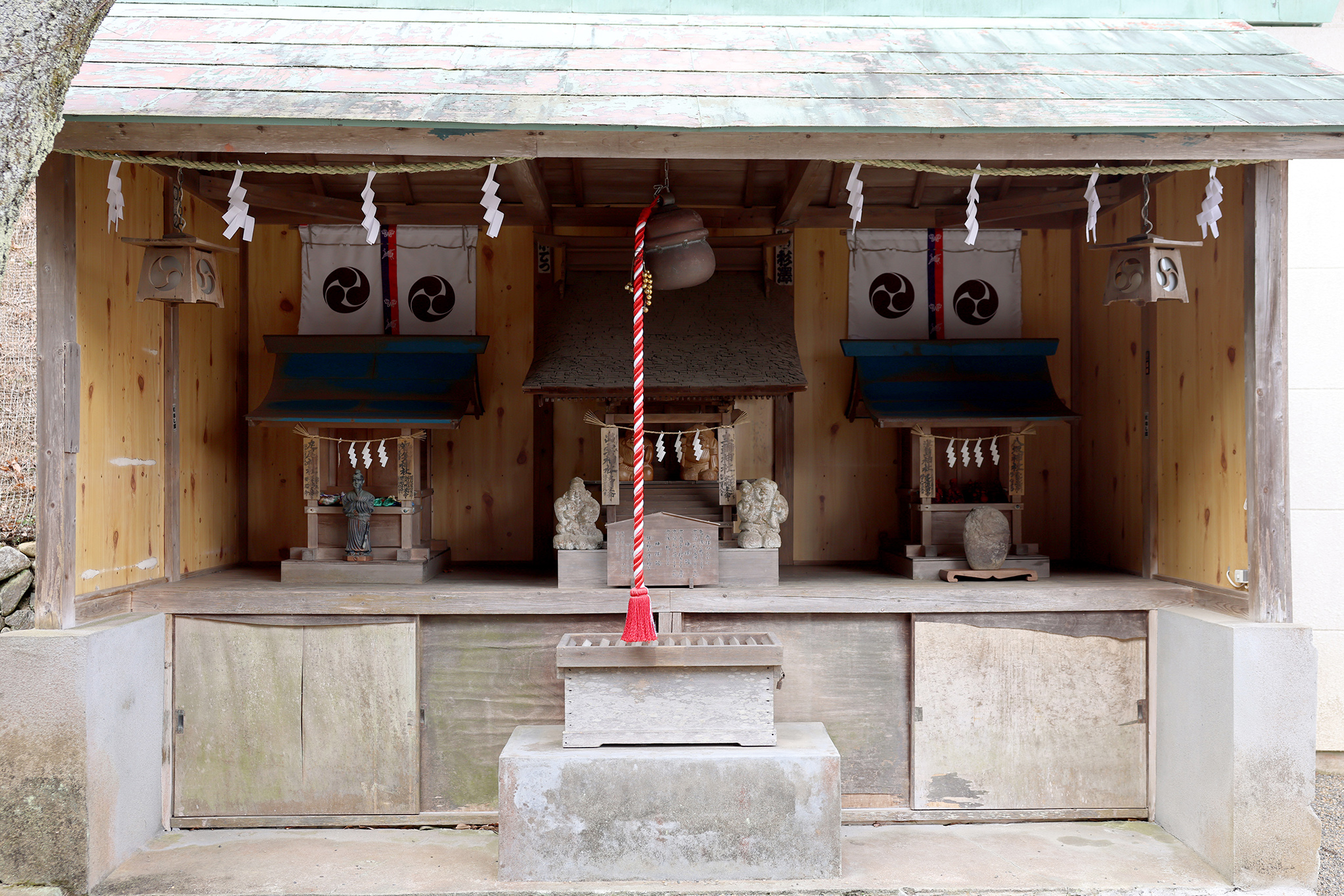
境内社
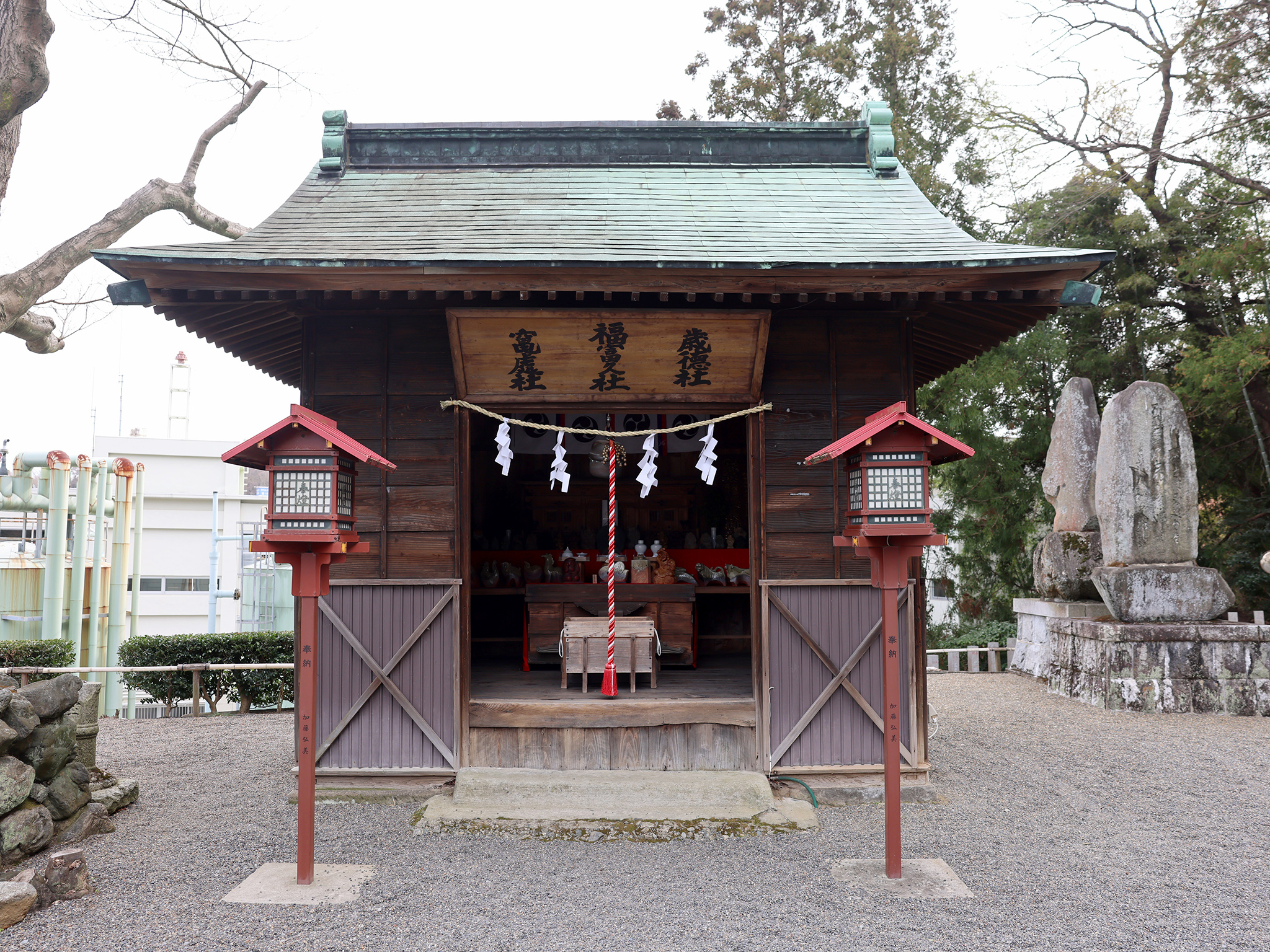
境内社
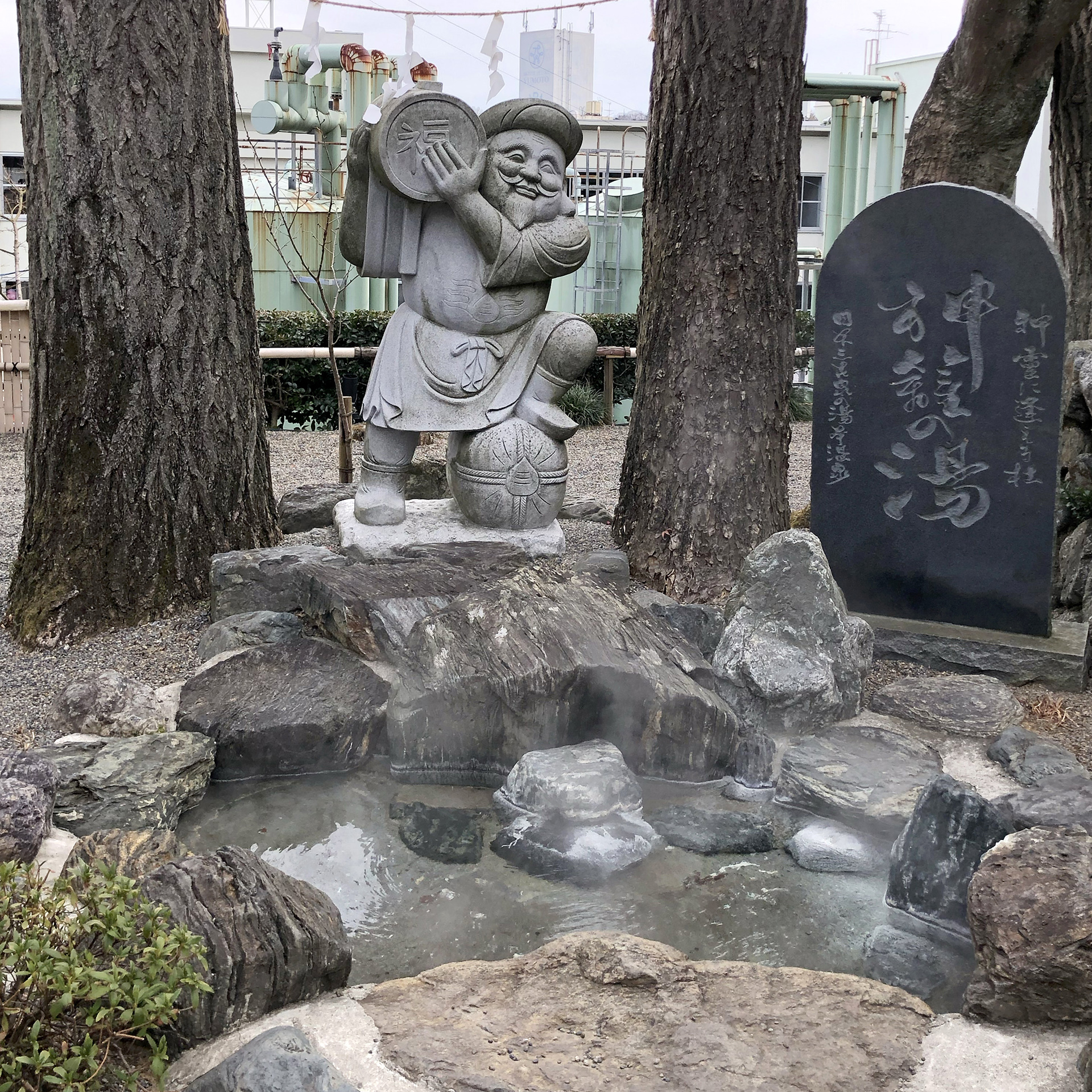
神籬の湯

## 交通アクセス
- JR東日本常磐線湯本駅から徒歩10分